# 耶律喜隠
耶律喜隠（やりつ きいん、生年不詳 - 乾亨4年7月3日（982年7月25日））は、遼（契丹）の皇族。宋王。字は完徳。

## 経歴
耶律李胡の子として生まれた。体格は雄偉で騎射を得意とした。趙王に封じられた。応暦10年（960年）10月、反乱を計画して発覚し、父の耶律李胡が連座して獄中で死去した。応暦11年（961年）2月、許された。ほどなく再び反乱して獄に下った。応暦19年（969年）2月、景宗が即位して大赦を発し、保寧と改元した。喜隠は赦令を聞くと、自らくびきを外して朝廷に参内した。景宗は怒って「おまえは罪人であるのに、なぜ勝手に禁所を離れたのか」と言い、喜隠を助けた者を処刑し、喜隠を再び獄中に置いた。4月、喜隠は許されて、睿智蕭皇后の姉を妻に迎え、爵位を回復して宋王に封じられた。
喜隠は軽はずみで決まった心がなく、少し順境にあると調子に乗っておごり高ぶった。帝が召し出しても行かないことが時々あり、帝の怒りを買って鞭打たれ、この恨みのために反乱を計画した。
左遷された後に再び召還された。景宗が劉継元に信書を送ろうとしたとき、謙遜した言葉を用いたので、喜隠は「本朝は北漢の宗主であり、信書がこのような文面であれば、国体をけがす恐れがあります」と言って諫めたので、景宗は文面を改めた。保寧9年（977年）6月、西南面招討使に任じられた。11月、400戸あまりの吐谷渾が反乱を起こして太原に入ると、喜隠がこれを捕縛して帰還させた。乾亨2年（980年）6月、またそそのかされて反乱を計画したので、景宗は喜隠の手足を拘束し、祖州に土牢を築かせて幽閉した。乾亨3年（981年）5月、北宋の降兵200人あまりが喜隠をさらって擁立しようとしたが、祖州の城が堅く侵入できなかったため、喜隠の子の耶律留礼寿を立てたと偽った。上京留守が土牢の部屋を撤去して喜隠父子を捕らえた。7月、耶律留礼寿は処刑された。乾亨4年（982年）7月、喜隠は死を賜った。

## 伝記資料
- 『遼史』巻72 列伝第2